# إلياس طحان
إلياس طحان (بالإنجليزية: Elias Tahan)‏ هو مصور أمريكي، ولد في 11 سبتمبر 1986 في لوس أنجلوس في الولايات المتحدة.

## وصلات خارجية
- الموقع الرسمي